# Abdullah Radif
Abdullah Radif (en árabe: عبد الله رديف‎; 20 de enero de 2003) es un futbolista saudí que juega en la demarcación de delantero para el Al-Ettifaq Club de la Liga Profesional Saudí.

## Selección nacional
Tras jugar con la selección de fútbol sub-20 de Arabia Saudita y la sub-23, finalmente hizo su debut con la selección absoluta el 1 de diciembre de 2021 en un encuentro de la Copa Árabe de la FIFA 2021 contra Jordania que finalizó con un resultado de 0-1 a favor del combinado jordano tras el gol de Mahmoud Al-Mardi.

## Clubes
| Club                      | País           | Año       | Partidos | Goles |
| ------------------------- | -------------- | --------- | -------- | ----- |
| Al-Hilal Saudi F. C.      | Arabia Saudita | 2021-2022 | 3        | 0     |
| Al-Taawoun F. C. (cedido) | Arabia Saudita | 2022-2023 | 16       | 2     |
| Al-Hilal Saudi F. C.      | Arabia Saudita | 2023      | 5        | 0     |
| Al-Shabab Club (cedido)   | Arabia Saudita | 2023-2024 | 22       | 3     |
| Al-Ettifaq Club (cedido)  | Arabia Saudita | 2024-     | 29       | 3     |